# EFOM nº 20
EFOM nº 20 foi uma locomotiva fabricada pela Baldwin Locomotive Works em 1912 para a Estrada de Ferro Oeste de Minas e se encontra em exposição na sede da Ferrovia Centro Atlântica. A Associação São-Joanense de Preservação e Estudos Ferroviários, o Instituto Histórico e Geográfico de São João del-Rei e a Sociedade de Amigos da Biblioteca Baptista Caetano de Almeida encaminharam ao IPHAN um abaixo assinado exigindo o retorno desta locomotiva e do carro A-1 à cidade.